# Krassine (brise-glace, 1917)

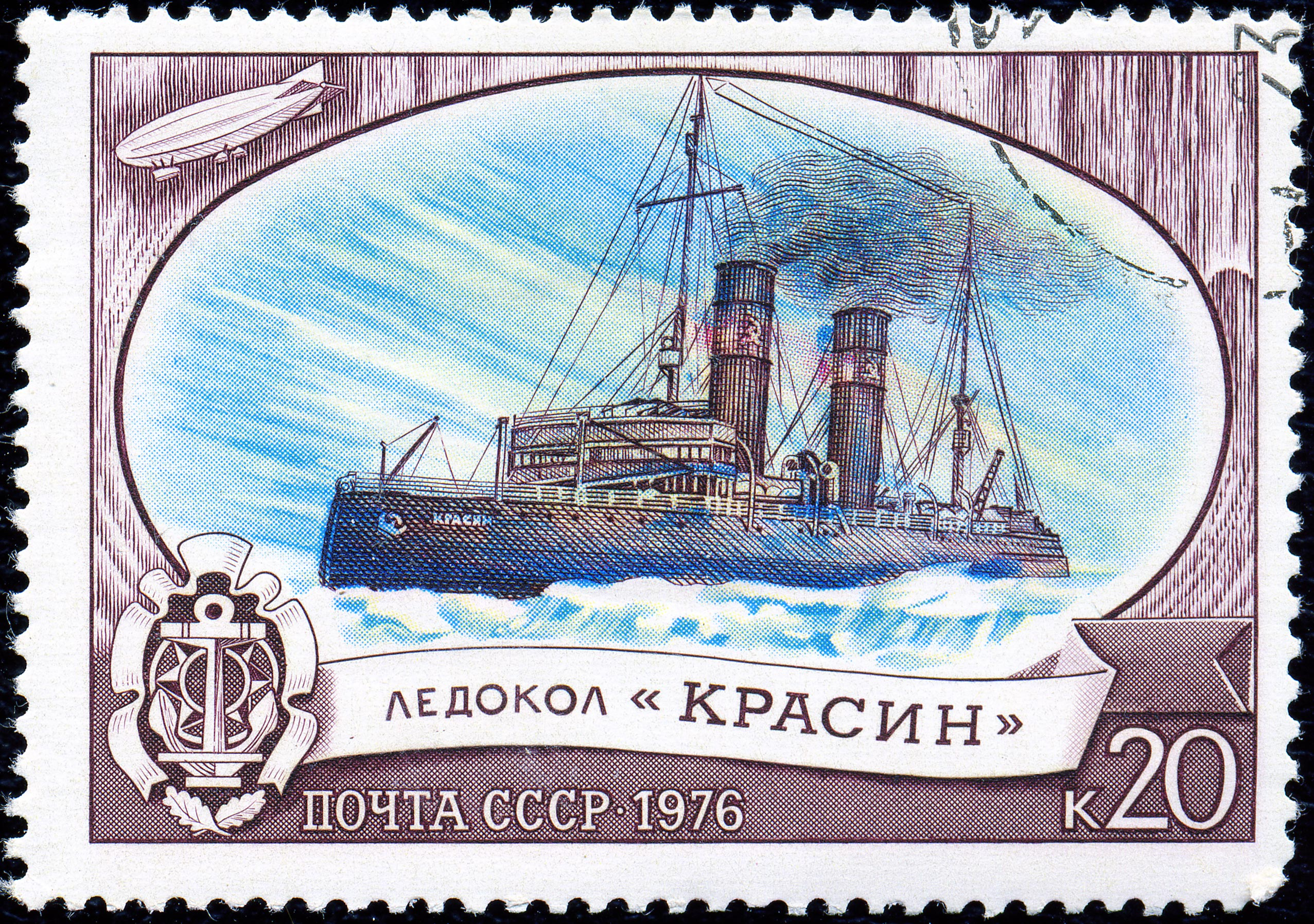
Le Krassine sur un timbre postal.

Le Krassine (en russe : Красин) est un brise-glace construit de 1916 à 1917 par les chantiers Armstrong Whitworth à Newcastle upon Tyne au Royaume-Uni pour le compte de la marine impériale russe et rebaptisé en 1927 du nom de Leonid Krassine, un bolchevik russe. Son nom initial étant le Sviatogor du nom d'un bogatyr (chevalier légendaire russe).

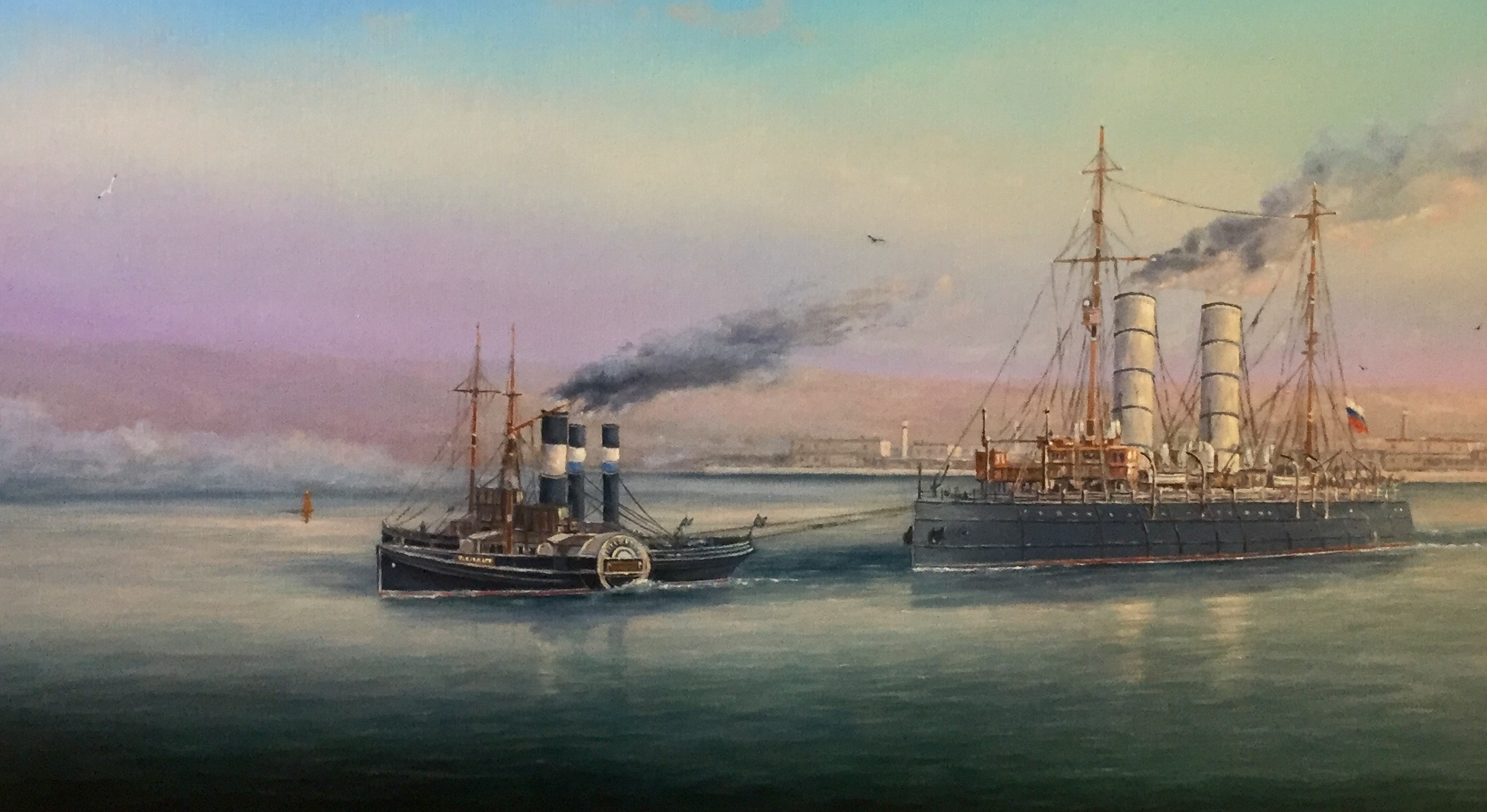
Fragment of the painting Launch of the icebreaker Svyatogor for sea trials. 1916 Vladimir Kosov 60x100 oil on canvas. 2016

Lors de la construction en Angleterre le suivi de chantier était assuré  par un ingénieur nommé Evgueni Zamyatine, devenu célèbre  comme écrivain de science fiction (Le roman dystopique Nous Autres  ).

## Histoire
Le bâtiment a eu une longue et brillante carrière, tant dans des opérations de sauvetage que dans des missions d'exploration de reconnaissance de la route maritime du Nord.
Il récupéra notamment, après mille difficultés les survivants du dirigeable Italia crashé sur la banquise après le survol du Pôle Nord (Expédition Umberto Nobile).

## Galerie

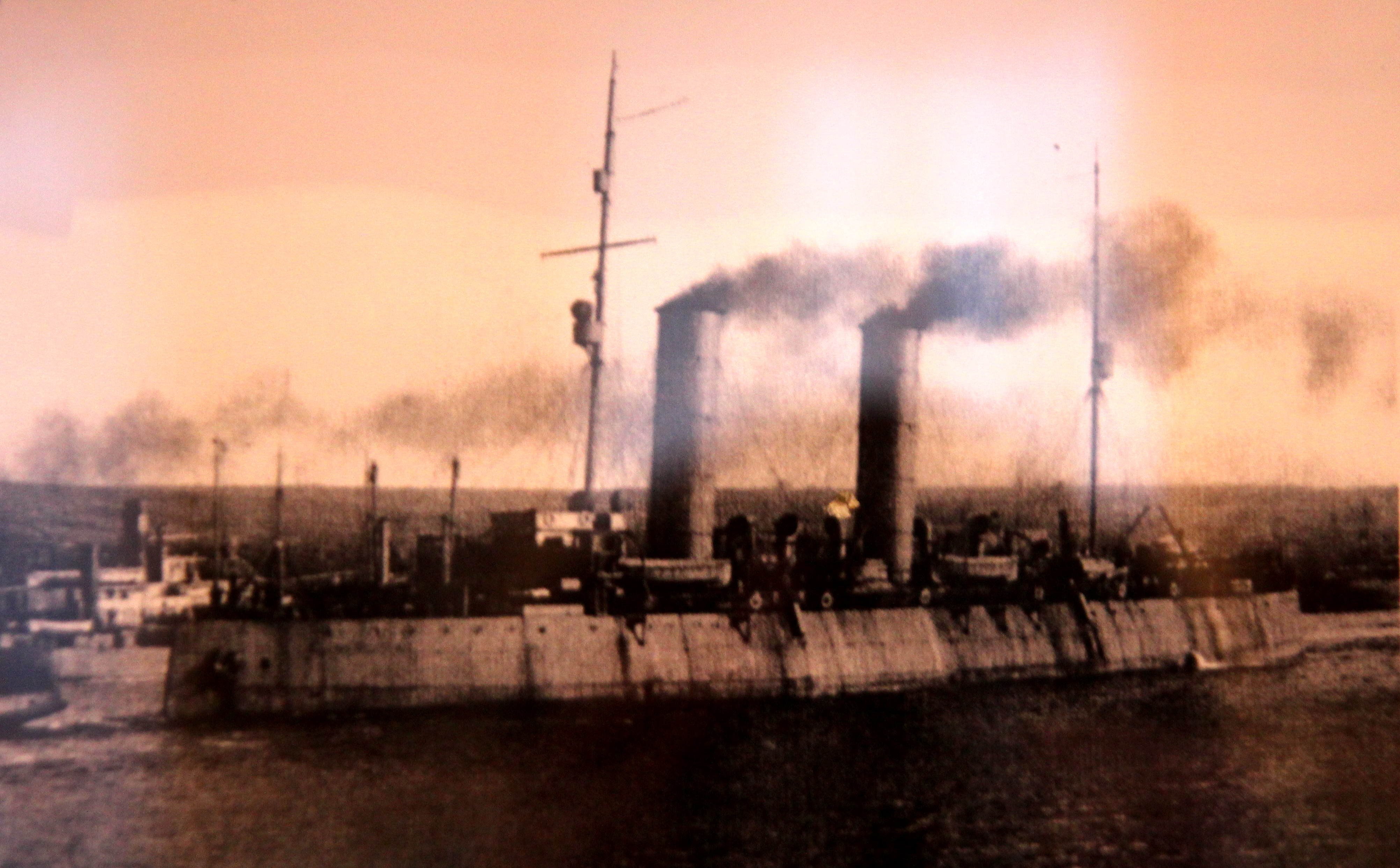
Le Sviatogor en 1917
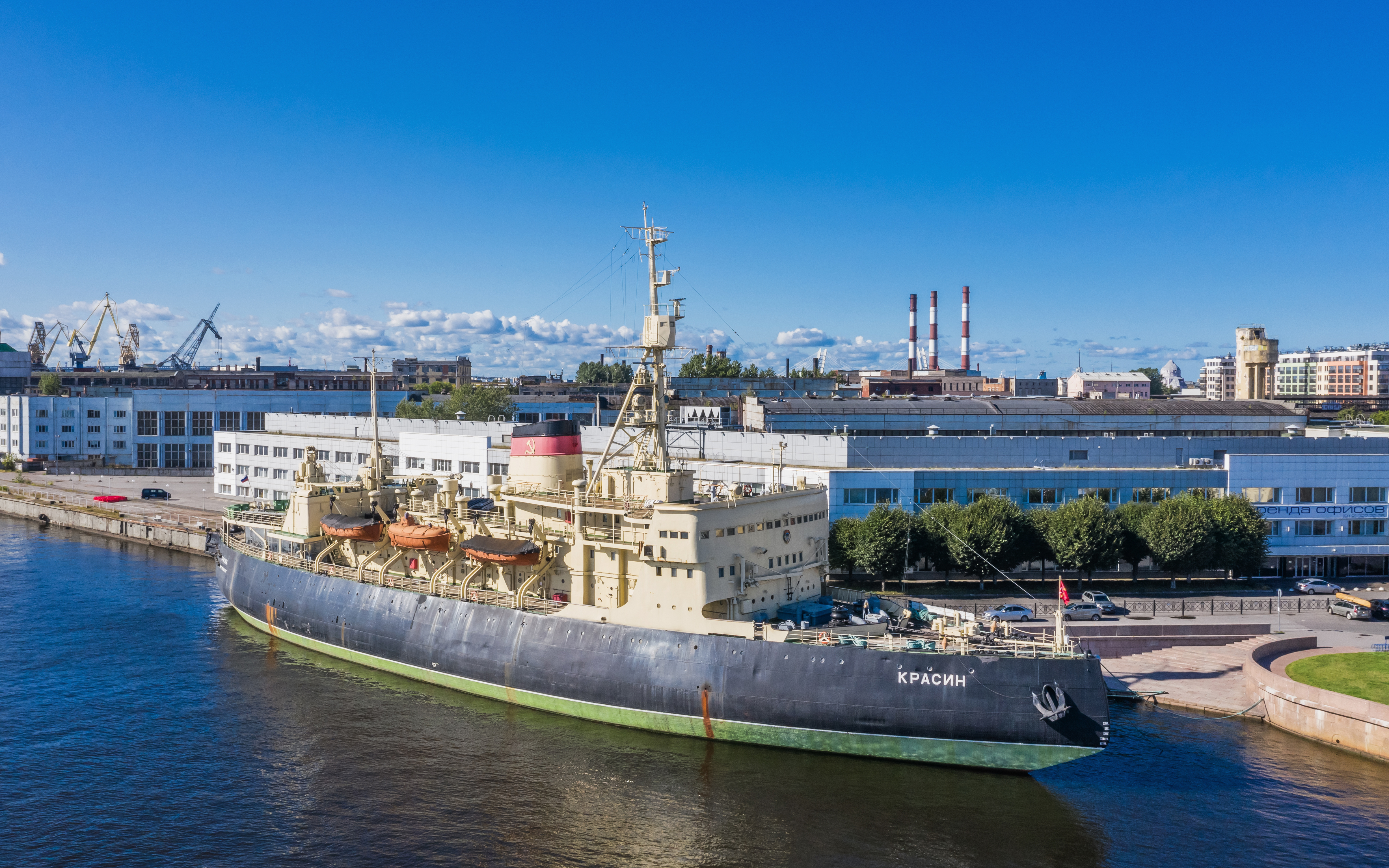
Le Krassine en 2019 (Saint-Pétersbourg)
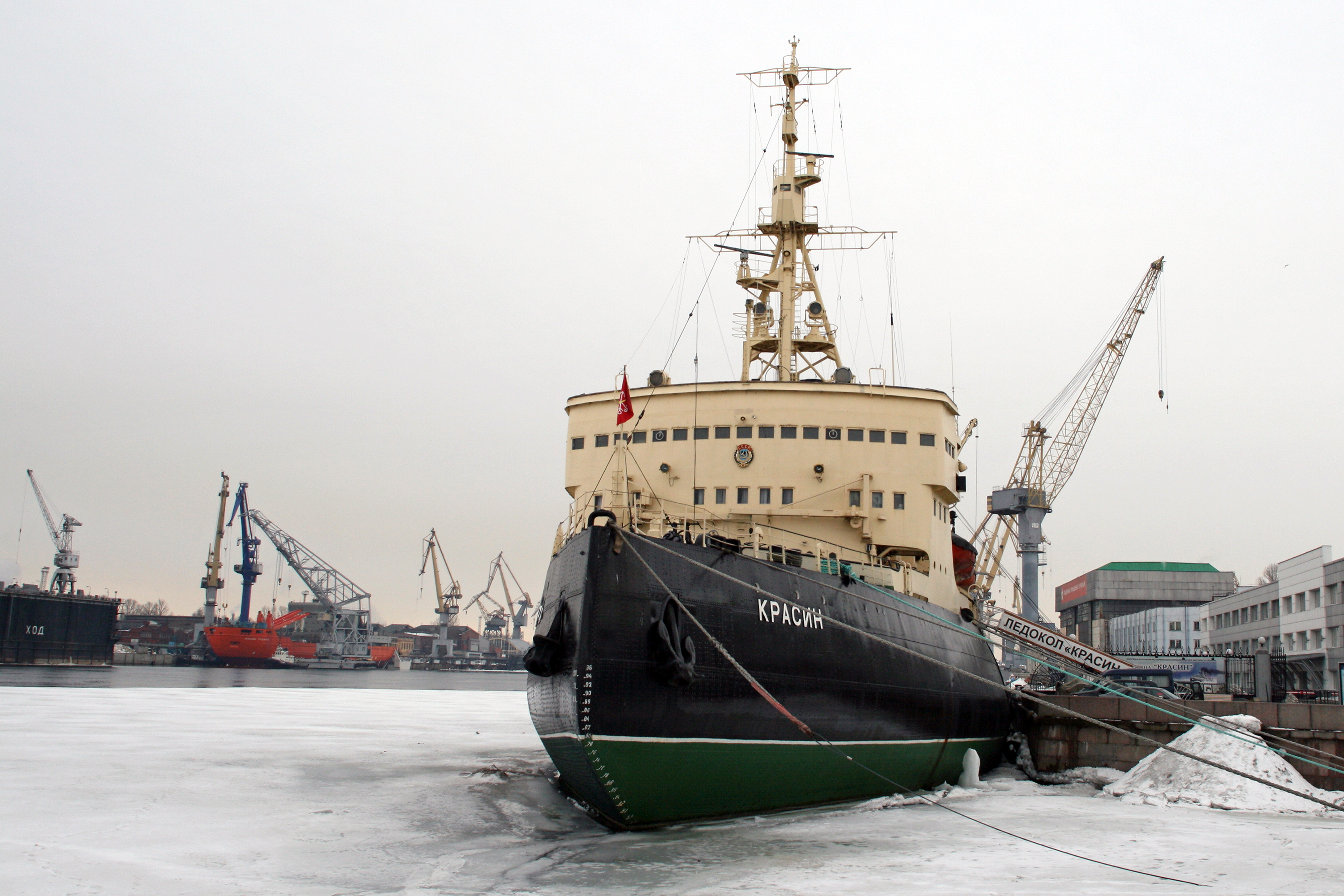
Le Krassine en 2011 (Saint-Pétersbourg)
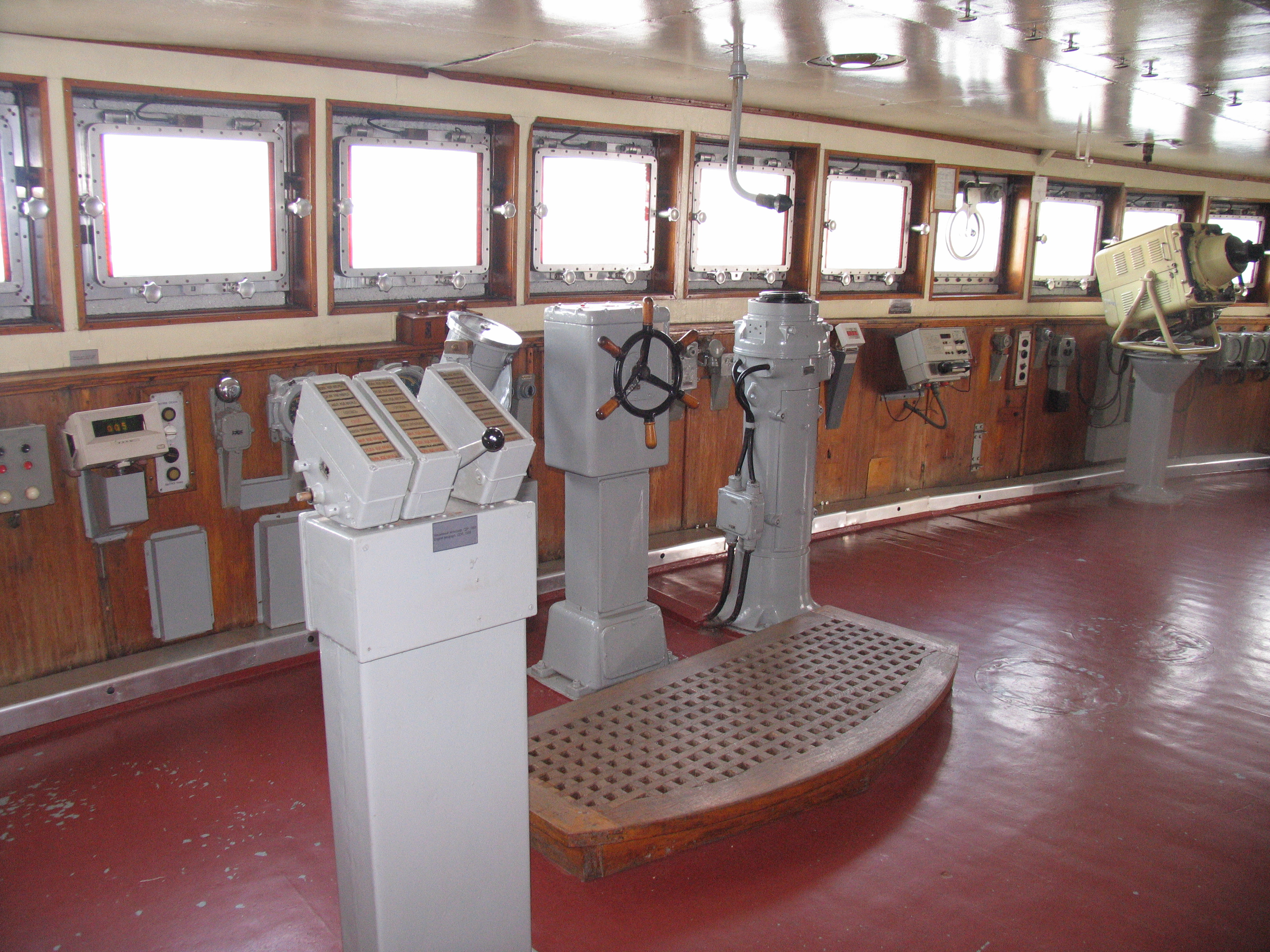
La passerelle du Krassine

## Bateau-musée
À la fin des années 1980, le Krassine a été entièrement restauré. Il est maintenu en état de fonctionnement et est maintenant un navire musée dépendant du Musée océanographique de Kaliningrad mais mouillé à Saint-Pétersbourg.